# ヴァンパイア セイヴァー 〜魂の迷い子〜
『ヴァンパイア セイヴァー 〜魂の迷い子〜』（ヴァンパイア セイヴァー たましいのまよいご）は、東まゆみの漫画作品。1997年、エニックス（現スクウェア・エニックス）刊の漫画雑誌『月刊少年ガンガン増刊ガンガンWING』夏季号にて連載開始し、2001年『月刊ガンガンWING』9月号にて連載終了した。ガンガンコミックス全5巻、全24話構成。

## 概要
カプコン開発の2D対戦型格闘ゲーム『ヴァンパイア』シリーズの第3作目『ヴァンパイア セイヴァー The Lord of Vampire』を原作としたファンタジー漫画であるが、アレンジが加えられており、登場人物の性格などは原作ゲームと一致することもあれば、全く異なっている場合もある。また設定としては第2作目『ヴァンパイア ハンター　Darkstalkers' Revenge』に近いキャラクターもいる。
ゲーム版『ヴァンパイア』シリーズでプレイヤーが使用できるキャラクターは総勢18人。そのうち、本作に登場するのはパイロンを除く17人。その他に数人のサブキャラクターが登場する。

## あらすじ
人々がダークストーカーと呼び恐れる闇の魔物たちがうごめく世界。夢魔の少女リリスは魔界の冥王ジェダの城を抜け出し、人間界へと降り立つ。彼女は魔界貴族モリガン＝アーンスランドから切り離された魔力の一部に、ジェダが肉体を与えたことによって生まれたダークストーカーだった。人間界で心優しい少年ジョーンと出会ったリリスは彼と共に暮らすようになる。
一方、ジェダは荒廃しつつある魔界を救済すべく『魂の救済』と称する計画を実行に移すために異空間『魔次元』を作り出し、世界各地に潜むダークストーカーたちを次々と呼び寄せていた。自分を吸収し完全体となろうともくろむサキュバス・モリガンの襲撃を受けたリリスは、彼女と自分の関係を知り、自分という人格と存在を作り出した主ともいえるジェダにその真意を問うべく、ジョーンに別れを告げ、自らも魔次元に向かうのだった。
ジェダの目的は『魂の救済』の実現のために必要な魂の器『神体』を作り上げるため、価値ある魂の持ち主であるダークストーカーたちを殺し合わせ、その魂を抜き取って自らと同化させること。ジェダの思惑の元にサバイバルバトルを強いられた一行は自らの思惑や目的のために必死に戦い続け、そして一人、また一人と脱落していく。
紆余曲折を経てモリガンと対峙するリリス。未熟ながらも少しずつ秘められた力の片鱗を発揮してきた彼女も、圧倒的な実力差の前に力尽きてついに敗北を喫し、魂ごとモリガンに吸収されて彼女の一部に還ってしまう。それすらもジェダの目論見の内にすぎず、ジェダはリリスを吸収し完全体となったモリガンを吸収しようとする。しかし融合を果たした直後で朦朧とした意識のままのモリガンの抵抗にあい、彼女の体の主導権を握っているのがリリスであることに気づく。リリスはモリガンからジェダを倒すよう諭され、肉体の主導権を明け渡されていたのである。元の自分の肉体に戻りジェダの行動に疑問を投げかけるリリスだが、ジェダは自分こそが荒廃した魔界の救世主であると主張してはばからない。そんな彼に反発したリリスは魔力のすべてを込めて金色の弓矢を作り出し、ジェダに放つ。なぜか避けることなくその一撃を自分の意志で受けたジェダは、無意識のうちにリリスに希望を見出していた自分自身に気づき、魔界の未来をリリスに託して魔次元と共に消滅していった。こうして、ジェダの目論見は潰え、魂を奪われた者たちも無事蘇り、それぞれの夢や目標に向かって新たに歩み始めた。
人間界に帰還し、ジョーンと共に夜道を歩くリリスの目に、月明りの元、モリガンに似た誰かが飛び去って行く光景が映るのだった。

## 登場人物
リリス
本作の主人公。モリガンの魔力のカケラから生まれたダークストーカーの少女。純粋で優しい性格だが魔族としての力は未熟。ジョーンとの暮らしを経て「自己」として生きることを決意。自分が生まれた意味を知るべく魔次元へ向かう。
魔次元の戦いでは初戦のアナカリス戦、2戦目のドノヴァン戦に辛勝（ただしドノヴァン戦は勝ちと言えるか微妙）する中で魔力を増幅させるなど成長を見せるが3戦目のモリガン戦で力尽き一度は彼女に取り込まれてしまう。しかし後にモリガンが彼女の可能性に賭けて完全体のコントロールを託したことで復活。救済と称して「人間界」と「魔界」を一つにしようとするジェダに反発し、彼との戦いを制して魂を奪われた他のダークストーカーたちを救い、ジョーンのもとへ帰還した。
儚げで物静かな中に無邪気な残酷さのような一面をのぞかせていた原作と異なり、明るく心優しい性格で自ら人を傷つけるようなことはしない。またモリガンを求めるような描写もない。
ジョーン・スタトレイ
イギリス・コーンウォール地方に住む人間の少年。絵を描くこととロビン・フッドの物語を愛する。魔界からやって来たリリスを自分の家にかくまう。リリスにとってかけがえのない存在。
モリガン・アーンスランド
魔王ベリオールの跡を継ぎ、アーンスランド家の当主となったサキュバス（夢魔）。高い魔力と知性を併せ持つ。自らの分身であるリリスを吸収し完全体となることを狙う。戦いに刺激を求める性格。
魔次元での戦いでは初戦のフォボス戦の序盤でやや苦戦したが、それを除いては余裕を見せる勝ち方で勝ち残り、3戦目ではリリスに圧倒的な力の差を見せ付ける形で叩き潰し彼女を自らの中に取り込み、完全体になることに成功する。だがジェダの野望を阻止するべく無限の可能性を持つリリスに完全体のコントロールを託し消滅する。

ジェダ・ドーマ
本作の黒幕。100年の時を経て復活した魔界の冥王。全ての魂を「救済」すべく、「価値ある魂」を集めるために異空間「魔次元」を創り出し、ダークストーカーたちを呼び寄せる。
魔次元での戦いに最後まで生き残ったモリガンの魂を回収するべく彼女に襲い掛かるが、彼の行いに疑問を抱き反発したリリス（対ジェダ戦の最中にモリガンがリリスに完全体のコントロールを託す）に魂を差し出すことを拒否されリリスと戦うことになる。戦いの最中彼女の想いの強さを認めリリスの最後の攻撃を敢えて真正面から受け止め、リリスらに世界と魔界の行く末を託し消滅する。
キュービィ
ジェダに忠誠を誓うソウルビー（蜂の妖魔）。無数の蜂の部下を従えている。魔次元では最後まで生き残ったモリガンに騙し討ちする形で襲い掛かるが、モリガンの中で半覚醒状態でジェダの目論見を聞いていたリリスの感情の爆発で生じた力により瞬殺される。
フェリシア
ミュージカルスターを夢見るキャットウーマン。育ちは人間界。人間と似て非なる容姿ゆえに幼い頃からいじめられていた。辛い生い立ちにもめげず前向きで明るい性格で、育ての親から教わった「幸せは自分の手でつかみ取る」という言葉を信念としている。魔次元に飲み込まれた人々を救うべく、自ら魔次元に向う。
魔次元での戦いでは初戦でビシャモンと対戦。攻撃力の差を埋めるべく得意のスピードで対抗するが歯が立たず、ビシャモンの必殺技に散り魂を抜かれ脱落する。
最終話ではザベル、ル・マルタと共に遊園地のステージでライブを行う。歌って踊れるミュージカルシスター（尼さん）になるのが夢。
ガロン
人と獣の魂のせめぎ合いに苦しめられているワーウルフ（人狼）。バレッタに命を狙われている。リリスに諭され、獣の血を克服するため闘うことを決意。
魔次元では初戦でデミトリと対戦するも、獣の魂に抗うために自身の力を抑圧していることを見抜かれる。それでもあくまで人間として戦うことに固執した。しかし、理性で力を抑えつけた状態ではデミトリには対抗できず、圧倒的な力の前に片手で倒され魂を抜かれ脱落。ジェダは常に彼の魂を獣に導こうとしたが、リリスに誓った彼には通用しなかった。
最終話では人間界に戻ったものの、相変わらずバレッタに狙われている。
バレッタ
童話の「赤ずきん」のような姿をしたダークハンター（闇狩人）。銃火器類の扱いに長ける。賞金首となっているガロンたちダークストーカーを狩るため、自ら魔次元へ飛び込む。
魔次元では初戦でサスカッチと対戦。大苦戦するが、彼女らしい大胆な作戦で不利な戦局を打開し辛くも勝利する。2戦目のデミトリ戦でも彼女らしい戦いを展開するも、デミトリの前には全く通用せず敗れ脱落する。実はデミトリ戦で行った奇襲作戦は、後にデミトリと対峙することになるザベルにとってデミトリ攻略のヒントとなっていた。
最終話で人間界に戻ったが、しつこくガロンを付け狙っている。なお、彼女の型破りな戦いぶりにジェダがずっこけるというシーンもある。
レイレイ
暗器と呼ばれる隠し武器による技を使うキョンシー。リンリンの力を借りることにより魔力を増幅できる。明るく活発な性格。原作『ヴァンパイア ハンター』における戦いの後に再び双子の姉妹として転生したが、モリガンの襲撃により前世での戦闘能力を取り戻す。記憶は戻っていない様子。
魔次元では初戦ビクトルと対戦、終始彼を圧倒する展開を見せるも戦いに対して非情になりきれず逆にピンチに陥るが、ザベルの忠告で再び戦いに集中しビクトルを破る。2戦目では、そのザベルが相手となり今度は逆に圧倒され瞬殺寸前だったが、ジェダが戦いに介入したことでリンリンによる魔力制御ができなくなり、レイレイが暴走。力関係が一転しザベルを追い詰める。しかし姉であるリンリンまでに襲い掛かってしまう。結局最後はザベルが力づくでレイレイの暴走を止めリンリンは無傷だった。ザベルに姉を襲いそうになった自分を止めてくれたことへの礼を言って脱落し、彼女らの想いはザベルが引き継ぐことになる。
最終話ではリンリンと共に人間の姿で人間界に戻っている。
リンリン
レイレイの双子の姉。魔力を込めた符の力によりレイレイを援護する。おとなしい性格。レイレイvsザベル戦でジェダの介入により魔力の制御ができなくなり、暴走したレイレイに襲われかけるが、ザベルが体を張って彼女を死守したため無傷で済んだ。最終話ではレイレイと共に人間の姿で人間界に戻っている。
ザベル・ザロック
魔界の帝王オゾムに魂を売り、ゾンビとなったロックミュージシャン。多彩な機械武器を体内に持つ。同じアンデッド（不死体）のレイレイに惚れる。陽気な性格で魔次元ではリリスやガロンの話し相手にもなっていた。言動は軽いが戦いでは実力者振りを見せ付ける。初戦のオルバス戦は強烈な連続攻撃で追い詰められるが一撃でオルバスを沈め、2戦目でも誤算はあったがレイレイを破り、3戦目では最強と目されるデミトリに挑む。桁違いの戦闘力に圧倒され一回は体をバラバラにされるが不死の特性を活かして粘り続け、ル・マルタが命と引き換えに作ってくれた一瞬の隙を突きデミトリの心臓に会心の一撃を決め、大番狂わせをやってのけた。しかしデミトリ戦で自身も力を使い果たし、モリガンとの最終決戦を行わず後事を彼女に託し力尽きた。モリガンの完全体のコントロール役はリリスが担っていることを彼は見抜いていた。
また最終話ではフェリシア、ル・マルタと共に遊園地でライブを行っていた。
原作では帝王オゾムの後釜を狙う残忍かつ狡猾な性格のヒール的キャラクターとして描かれているが、本作ではそうした一面は鳴りを潜めている。
ル・マルタ
ザベルの相棒の魔界獣。飲み込んだ物を異空間転送する能力を持つ。バレッタに惚れる。デミトリvsザベル戦でデミトリが放った「デモンビリオン」からザベルを庇い消滅する。しかし消滅する際に散った自分の肉体がデミトリに対する目くらましになり、それがザベルの会心の一撃に繋がった。
最終話ではザベル、フェリシアと共に遊園地でライブを行った。
デミトリ・マキシモフ
魔界の支配者の座を狙うヴァンパイア（吸血鬼）。戦闘力・闘争心は圧倒的で「闇の貴公子」と呼ばれている。炎を操る能力を持つ。魔次元では初戦でガロンを、2戦目ではバレッタを無傷で倒し最強と目されたが、3戦目のザベル戦で一瞬の隙からザベルに心臓を一突きにされ敗北。観戦していたモリガンにも「油断し過ぎ」と呆れられる羽目になった。
最終話では復活し、再び魔界の支配者の座を狙う。
ビシャモン
悪霊が憑依した鎧を纏うサムライ。血と殺戮を求め出会った者を斬り続ける。
魔次元では初戦でフェリシアに圧勝し、2戦目のモリガン戦ではモリガンを追い詰めたかに見えたが、「これ以上戦っても自分の糧にならない」とビシャモンを見切ったモリガンに弱点を一突きにされ敗北。鎧に憑依していた霊魂をジェダに献上する結果になった。
フォボス
古代の科学技術により製造されたキラーマシーン。高性能のレーダーやレーザー銃などを搭載している。魔次元では初戦でモリガン相手に押し気味の展開を作るが、彼女の分身能力に惑わされて隙を突かれ始め結局はモリガンに破壊された。なおこの話ではセシルは登場しない。
サスカッチ
食欲旺盛なビッグフット。怪力自慢で冷気を操り、あらゆるものを凍らせる冷気を吐き出す。原作では勝利デモやエンディングでセリフが存在するが、本作では一言も言葉は発せず、純粋な獣のように描かれている。
魔次元ではバレッタと対戦、冷気で彼女を追い詰めるがバレッタの奇襲策に嵌って敗れて魂を抜かれた。最終話では復活しているが、バレッタに背中の体毛を刈られてしまっていた。
アナカリス
古代エジプトの王（ファラオ）。最強国家存続のためミイラの姿で現代へ蘇る。魔次元におけるリリスの最初の相手となる。変幻自在な攻撃にリリスを手も足も出ない状態に追い込んだが「1点を集中して突き続けて包帯で幾重にも覆われた堅い外側を破る」というリリスの戦略が終盤で実を結び、結果的にはリリスの精神力が勝った形で消滅した。
ビクトル・フォン・ゲルデンハイム
怪力を誇る人造人間。同じ人造人間の妹・エミリーを眠りから起こすため電気を求めて魔次元へ来る。
魔次元では初戦でレイレイと対戦。素早い連撃に為す術が無かったが、止めを刺そうとするレイレイの前に突如エミリーの亡霊（幻）が現れレイレイを制止させる。ビクトルとエミリーに情が移って攻撃できなくなったレイレイに逆襲し追い詰めるが、ザベルの乱入で止めを刺すのに失敗。その後ザベルの忠告で戦いに集中し直したレイレイに今度こそ止めを刺され、魂を抜かれ脱落した。
オルバス
水中に栄える王国を治めるマーマン。行方不明になった息子・アルバを探し、魔次元を訪れる。水流を自在に操れる。魔次元ではレイレイvsビクトルと同時展開でザベルと対戦。素早い連続攻撃でザベルをあと一歩の所まで追い詰めたが、ザベルの強烈な一撃に沈み魂を抜かれる。
最終話では復活し、アルバも見つかっている。
ドノヴァン・バイン
ダークストーカーズの間で瞬く間に名が知れ渡った驚異的な実力を持つダークハンター。モリガンいわくデミトリに比肩する力を持っているとのこと。
魔族と人間との間に生まれており、己の使命のためにダークストーカーを狩り続ける。魔次元では2戦目から参戦し、リリスとの対戦になる。圧倒的な力でリリスを瞬殺したかと思われたが、リリスの内側から発する力とアニタが自分に見せた未来のヴィジョンから彼女を「闇を祓う闇」となる可能性を認識し、彼女の力を試すような戦い方に変更。リリスに戦局を逆転され、奥の手として持っている数珠を使い彼女の潜在能力を計りに掛かったところ、リリスの潜在能力はドノヴァンの想像を遥かに超えていた。結局最後の攻撃で力を使い果たし魂を抜かれ脱落。リリス戦で脱落はしたが戦闘では相手を圧倒もしくは実力を試すといった形でデミトリ同様苦戦している描写が一切無い（実際リリス戦ではデミトリとザベルとモリガンが彼の戦い方に違和感を持っていた）。
最終話では復活し、相変わらず魔物を狩り続けている。
アニタ
ドノヴァンと共に旅をしている無口な少女。予知、テレパシーといった超能力を持つ。
その能力は魔次元において、ジェダを圧倒するほどの力を持ち、リリスを手助けした。

## 単行本
- 第1巻 1998年7月22日初版、ISBN 4-87025-314-3（背表紙リリス）
- 第2巻 1999年6月22日初版、ISBN 4-7575-0031-9（背表紙モリガン）
- 第3巻 2000年4月22日初版、ISBN 4-7575-0200-1（背表紙フェリシア）
- 第4巻 2001年2月22日初版、ISBN 4-7575-0386-5（背表紙バレッタ）
- 第5巻 2001年11月22日初版、ISBN 4-7575-0563-9（背表紙レイレイ）